# コエドブルワリー
コエドブルワリーとは、埼玉県川越市に本社を置く株式会社協同商事のビール事業部門の名称。名称の由来は川越の別名「小江戸」。
主力品種の1つ「Beniaka」は川越芋（紅赤）を使用、サツマイモを原料にした世界初のビールである。
醸造所は埼玉県東松山市に設置されている。

## 沿革
- 1982年5月 - 株式会社協同商事設立
- 1994年9月 - 酒類輸入販売免許取得
- 1996年3月 - 発泡酒製造免許取得
- 1996年4月 - コエドブルワリー開設、R&D・エンジニアリング部門開設
- 1997年7月 - ビール・発泡酒販売免許取得、コエドブルワリー三芳工場開設[2]
- 2009年 - アメリカで販売開始[2]
- 2010年 - 上海、オーストラリアで販売を開始
- 2015年5月 - 川越市にCOEDO Craft Beer 1000 Labo開設
- 2016年9月 - 東松山市にビール醸造所を移転[3]
- 2020年7月22日 - 新業態のブルワリー・レストラン「COEDO BREWERY THE RESTAURANT（コエドブルワリー・ザ・レストラン）」を、川越市の商業施設U_PLACE1Fにオープン[4]

## ビール
主な製品は以下の通りである。

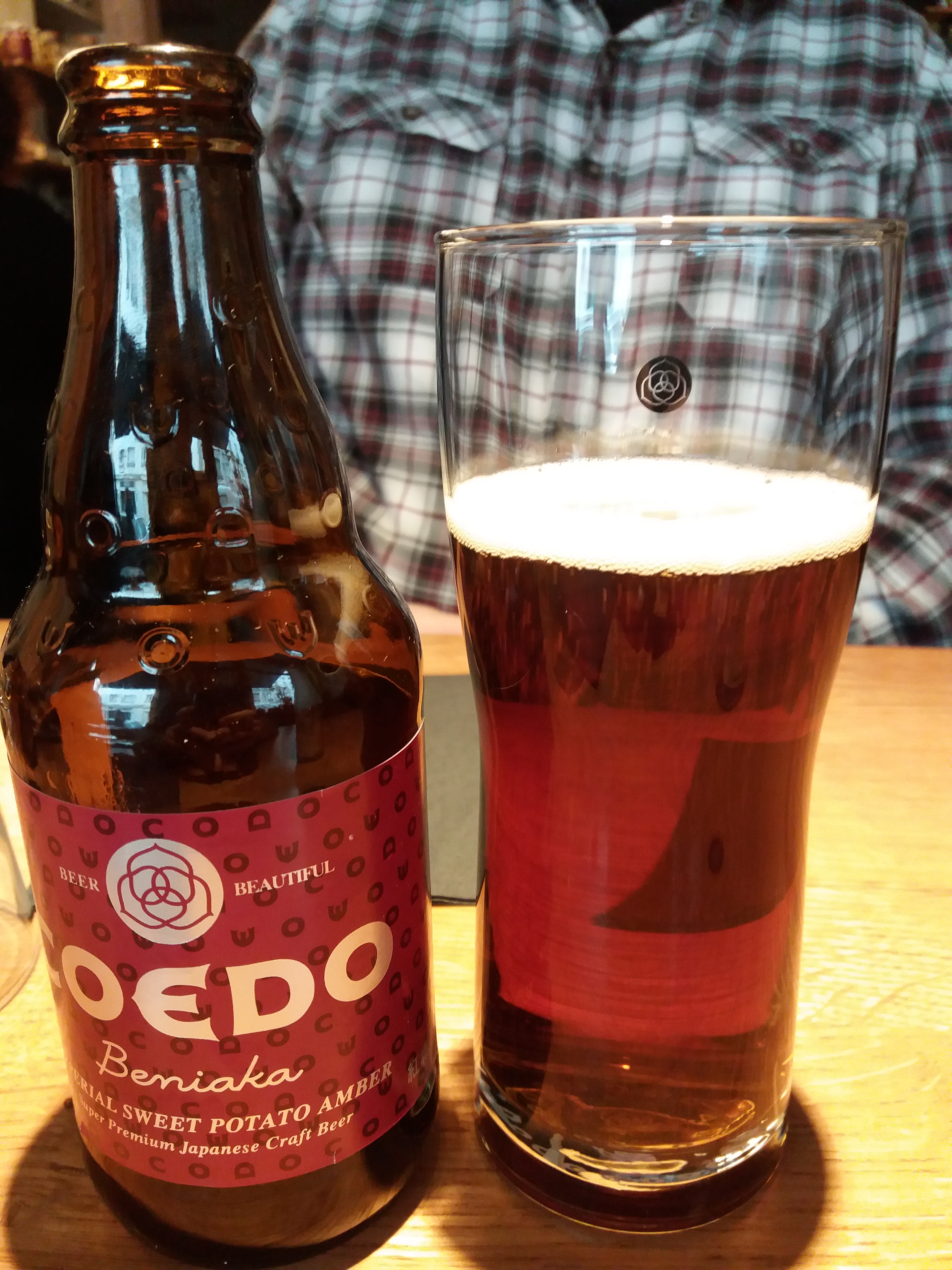
紅赤

- 伽羅 -Kyara- : インディアペールラガー。濃厚でなめらかな伽羅色のビール。イメージカラーは茶
- 瑠璃 -Ruri- : プレミアムピルスナービール。さわやかな飲み口が特徴。イメージカラーは青
- 白 -Shiro- : ヘフェヴァイツェン。無濾過の小麦麦芽を使用したビール。イメージカラーは白
- 漆黒 -Shikkoku- : ブラックラガー。2種類のブラックモルトの他、6種類の麦芽を配合した、長期熟成ビール。イメージカラーは黒
- 紅赤 -Beniaka- : オリジナルビール。長期熟成プレミアムラガー。麦芽とサツマイモを原料とする。サツマイモを原料とするため、酒税法上「発泡酒」に分類されている。イメージからは赤
- 毬花 -Marihana- : セッション・IPAビール。ホップの爽やかな香りが特徴。イメージカラーは緑

## 関連施設
COEDO Craft Beer 1000 Labo（コエド クラフトビール・ワンサウザンド・ラボ）
埼玉県川越市福田にある小規模醸造所。2015年6月に開設。ビアレストラン「香麦 -xiangmai-（シャンマイ）」が併設されている。

## 受賞
- 農商工連携88選[注 1] - 2008年に「COEDO 紅赤 -Beniaka-」が入選
- ヨーロピアン・ビア・スター（英語版）アワード - 2009年から2012年まで4年連続でメダル受賞
- ワールド・ビア・カップ - 2010年に「COEDO 紅赤 -Beniaka-」 がシルバーメダルを獲得
- iTQi[注 2]品評会 - 2011年、「紅 -Beniaka-」がクリスタル味覚賞（3つ星を3年連続）、「伽羅 -Kyara-」「瑠璃 -Ruri-」「白 -Shiro-」「漆黒 -Shikkoku-」が2つ星を受賞
- モンドセレクション - 2007年に全商品受賞（「COEDO 紅赤 -Beniaka-」「瑠璃 -Ruri-」は最高金賞）[2]。2008年は「漆黒 -Shikkoku-」が最高金賞、「白 -Shiro-」が金賞受賞